# Immanuel ha-Romi
Immanuel ben Schlomo ha-Romi, italienisch Manouello Romano oder Manoello Giudeo (geboren um 1261 in Rom; gestorben um 1335), war ein italienischer Schriftsteller. Er gilt als der bekannteste Dichter in hebräischer Sprache aus Italien.

## Leben
Immanuel wurde um 1261 in eine vornehme Familie in Rom hineingeboren. Zur Bestreitung seines Lebensunterhaltes arbeitete er vermutlich als Sekretär bzw. Verwalter der jüdischen Gemeinde in Rom sowie als Lehrer der Dichtkunst. Mit etwa 35 Jahren verlor er seinen gesamten Besitz und begann, Italien zu durchziehen. Stationen seiner Wanderschaft waren Ancona, Perugia, Camerino und Fermo. 1321 wurde sein Schwiegervater ermordet, kurz darauf starben seine Eltern, seine Frau und sein Sohn. Immanuel kehrte nach Rom zurück. 1328 reiste er erneut nach Fermo und begann im Hause eines örtlichen Mäzens mit der Fertigstellung seiner Maqamensammlung, die unter dem Titel „Machberot Immanuel“ bekannt wurde. Immanuel stand in Kontakt mit anderen jüdischen Dichtern und Gelehrten, wie Kalonymus ben Kalonymus oder seinen Cousins Jehuda und Daniel Romano, sowie zeitgenössischen italienischen Dichtern wie Bosone da Gubbio und Cino da Pistoia. Er starb um 1335.

## Werk(e)
Immanuel schrieb Werke sowohl in hebräischer als auch italienischer Sprache, jedoch ist von den Letzteren kaum etwas überliefert. Bekannt ist ein Aufsatz „Über die Erklärung der Form der Buchstaben“, welcher jedoch verlorenging. Erhalten sind sein Buch „Even Bochan“ zur hebräischen Grammatik sowie zahlreiche seiner Kommentare zu biblischen Büchern, darunter zum Buch „Mischle (Sprüche)“ (gedruckt in Neapel 1487), zu den Psalmen, Ruth, Micha und Esther (Parma 1879–1884) und Auszüge aus seinem Kommentar zum Hohelied (Frankfurt 1908), in dem er den Geliebten als Sinnbild des aktiven Intellekts deutet.
Immanuels Tophet we-Eden („Hölle und Himmel“) ahmt bescheiden die Comedia seines Zeitgenossen Dante nach, wobei der Führer durchs Jenseits in Tophet we-Eden in Gestalt des Propheten Daniel auftritt. Während Dante im Inferno IV Avicenna und Averroes nur namentlich nennt, wirft ihnen Immanuel ihnen sowie Aristoteles, Galen, al-Farabi, Plato und Hippokrates explizit Ketzereien vor.

## Die „Machberot Immanuel“
Immanuels bekanntestes Werk ist seine Sammlung Machberot Immanuel („Hefte Immanuels“). Es handelt sich um eine Sammlung von Sonetten, die in eine Geschichte eingewoben sind. Für Immanuel selbst war der erzählerische Rahmen nur das Hilfsmittel zur Überlieferung seiner Dichtung. Nach seinen eigenen Worten orientierte er sich in der Form an Juda al-Charisi, jedoch wich er tatsächlich in zahlreichen Punkten von diesem Vorbild ab. Unverkennbar sind der starke Einfluss der italienischen Umwelt, der Renaissance und insbesondere von Dante Alighieris Göttlicher Komödie. Die Dichtung ist voller Lebenslust, scharfer Ironie und drastischer Erotik. Bereits im 15. Jahrhundert wurde daher ihr Druck verboten, und im Schulchan Aruch sprach sich Josef Karo in aller Schärfe gegen Immanuel und seine Dichtung aus. Die Machberot Immanuel waren bis dahin jedoch schon zweimal (Brescia 1491 und Istanbul 1535) gedruckt worden, zahlreiche weitere Ausgaben folgten.

## Texte und Übersetzungen
- Klassische Ausgaben der Machberoth Immanuel sind Brescia 1491; Istanbul 1535; Berlin 1796; Lemberg 1870.[3] Eine erste kritische Edition der Einleitung und der ersten acht Machberoth besorgte Heinrich Brody, Berlin 1926. Es folgten Ausgaben von A. M. Haberman, Mahberot Immanuel be-tseruf mavo, he‘arot u-maftehot., Tel Aviv 1945/46, und D. Jarden, The Cantos of Immanuel of Rome (2 Bd.), Jerusalem 1957.[4]

- Die erste Machbereth liegt in italienischer Übersetzung vor:
  - Mahbereth Prima (Il destino). Hrsg. von Stefano Fumagalli/M. Tiziana Mayer. Mit hebräischem Text  und einer Biografie des Dichters von Guy Shaked. Desio 2002, ISBN 88-87692-08-4

- Die vierzehnte Machbereth liegt in englischer Übersetzung vor:
  - The Mahberot. Fourteenth Canto. The Inheritance. Übersetzt von Victor Emanuel Reichert. Cincinnati/Ohio 1982.

- Insbesondere die 28. Machbereth Hölle und Paradies wurde einzeln gedruckt und häufig übersetzt:
  - Drucke erfolgten in Prag 1613; Frankfurt/M. 1713, sowie in neuerer Zeit:
  - Mahberet ha-Tofet weha-Eden le-Rabbi Immanuel ben Solomon Zifroni/Hölle und Paradies nach Dantes Divina Commedia. Hrsg. von Lazarus Goldschmidt. Benjamin Harz, Berlin 1922.

- - Eine jiddische Übersetzung wurde ca. 1660/62 in Prag gedruckt.
  - Tofet und Eden oder die Divina Commedia: zur 600jähr. Jubelfeier Dante Alghieri's in Florenz. von Max Emanuel Stern, Wien: Herzfeld und Bauer 1865. (Gereimte Übersetzung)
  - Tophet and Eden (Hell and Paradise). In imitation of Dante's Inferno and Paradiso. From the Hebrew of Immanuel ben Solomon Romi, Dante's contemporary translated into english, with introduction and notes by Hermann Gollancz. London: University of London Press 1921.
  - L'inferno e il paradiso. Eingeleitet und kommentiert von Giorgio Battistoni, Vorwort von Amos Luzzatto, Übersetzung von Emanuele Weiss Levi. Florenz 2000, ISBN 88-8057-103-6

- Die 38 Sonette Immanuels wurden mehrfach einzeln veröffentlicht:
  - 38 soneṭot: ʻImmanuʼel ha-Romi. Eingeleitet von Jisra'el Smora. (ל"ח סוניטות,הביא לדפוס והקדים מבוא ישראל זמורה) Tel Aviv 1943/44.
  - Dvora Bregman (Hrsg.): A Bundle of Gold. Hebrew Sonnets from the Renaissance and the Baroque. Jerusalem/Beer Sheva 1997, ISBN 965-235-072-9 (hebr.)

- Der Kommentar zum Buch der Sprüche wurde erstmals 1487 gedruckt, es gibt einen Faksimiledruck:
  - Sefer Mischle: ʻim perusch ʻImanuʼel ha-Romi. Eingeleitet von David Goldstein. Magnes, Jerusalem 1981.